# Jaroslav Čermák (peintre)
Jaroslav Čermák (né le 1er septembre 1830 à Prague et mort le 23 avril 1878 à Paris) est un peintre tchèque, connu surtout pour ses toiles à sujet historique. Les collections de la Galerie nationale à Prague comportent nombreuses de ses œuvres.

## Biographie
Jaroslav Čermák est né à Prague, le 1er septembre 1830, dans une famille aisée dont le chef de famille est un célèbre médecin. Il commence des études d'art en 1847 à l'Académie des beaux-arts de Prague, mais il n'y restera qu'un an, sa mère étant déçue du niveau d'enseignement apporté à son fils. Il déménage donc en Belgique, évitant ainsi par la même occasion d'éventuelles représailles liées à la révolution de Mars. Il s'inscrit alors à l'Académie royale des beaux-arts d'Anvers où son maître sera Gustave Wappers.
En 1850, il rencontre Louis Gallait, son principal maître, chez qui il poursuit ses études à Bruxelles. Il l'accompagne en 1852 à Paris, ville dans laquelle il s'établira durablement plus tard.
Dans les années 1850 et 1860, il entreprend une longue série de voyages en Europe centrale et de l'Est, visitant notamment la région des Balkans, l'Empire ottoman mais aussi sa Bohême natale. Il commence à s'intéresser particulièrement à la peinture d'histoire et ses voyages lui permettent ainsi de peindre sur l'histoire de ces régions. Bien que d'influence occidentale et notamment belge, il est aussi considéré comme un peintre orientaliste.

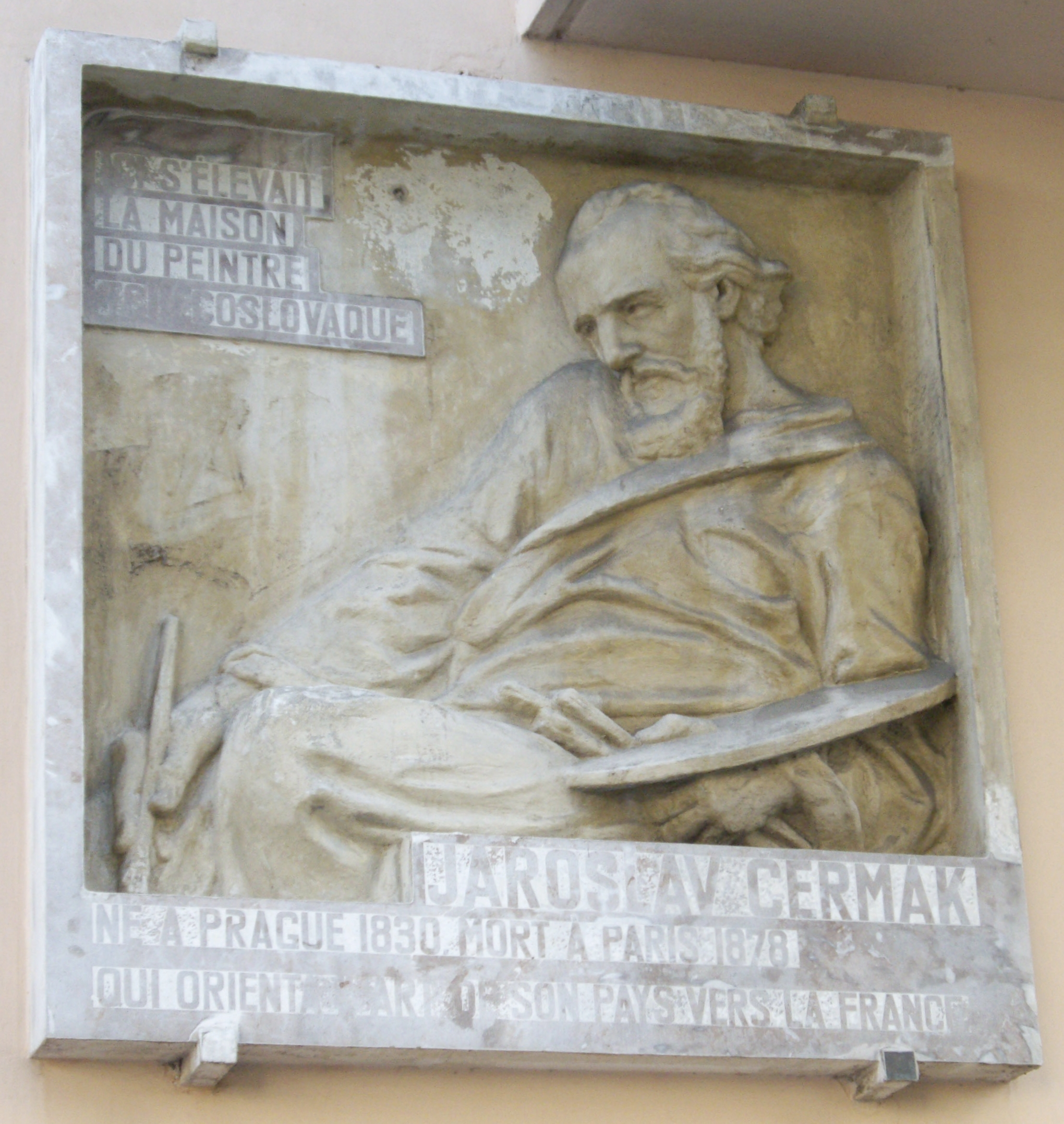
Plaque en l'honneur de Jaroslav Čermák sur l'avenue de Wagram, à Paris.

Il se fait construire, en 1874, à Paris, une maison au 128 avenue de Wagram dans laquelle il installe son atelier.
Il meurt en 1878 à Paris et sa dépouille est ensuite amenée jusqu'à Prague où il est inhumé.

## Style
Jaroslav Čermák est, dans sa jeunesse artistique, influencé par le travail de Pierre Paul Rubens. Lors de son séjour à Paris, il rencontre Eugène Delacroix et Alexandre-Gabriel Decamps desquels il s'inspire pour ses travaux. La plupart de ses peintures ont pour sujet l'histoire de la Bohême, notamment sur les événements liés à la guerre de Trente Ans. Il s'intéresse également aux sujets concernant le Monténégro, l'Herzégovine et l'Empire ottoman.

## Œuvres
- Vieillesse de Lomnicky z Budce, 1853, 91,4 × 119,4 cm

## Galerie

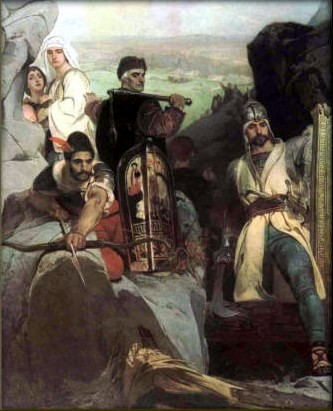
Hussites défendant un défilé
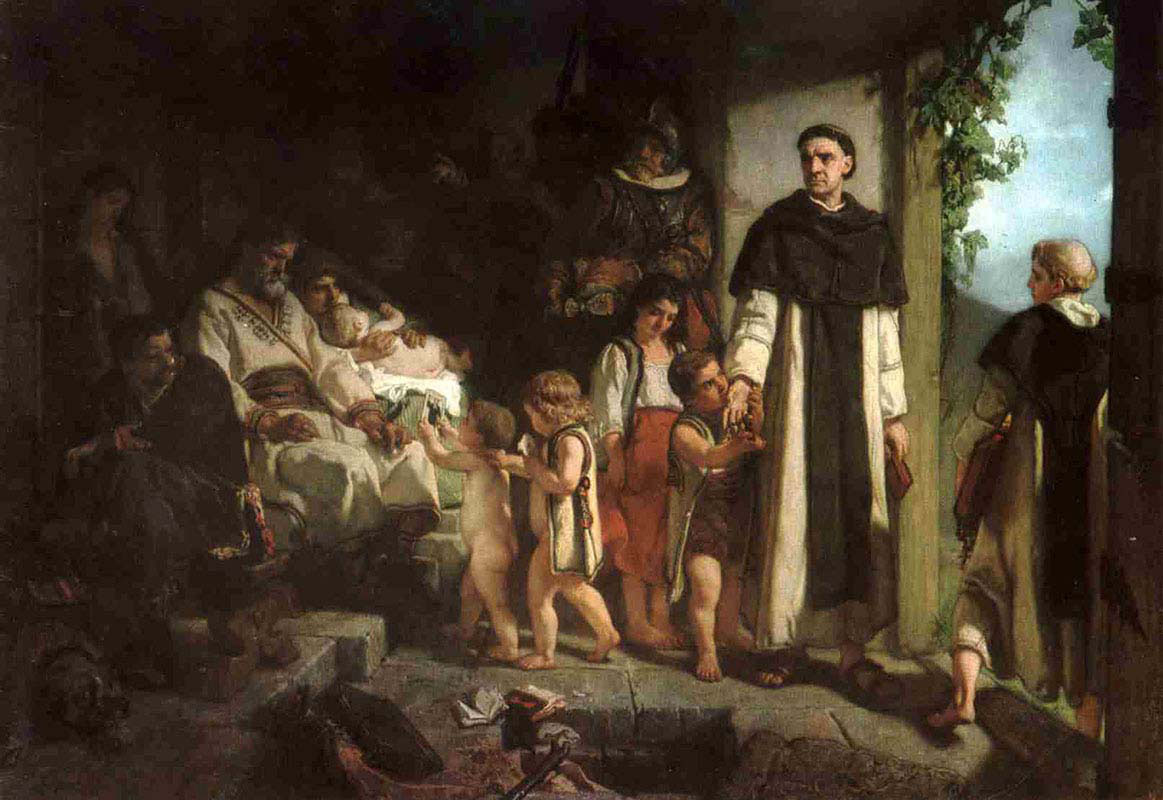
La Contre-Réforme (1854)
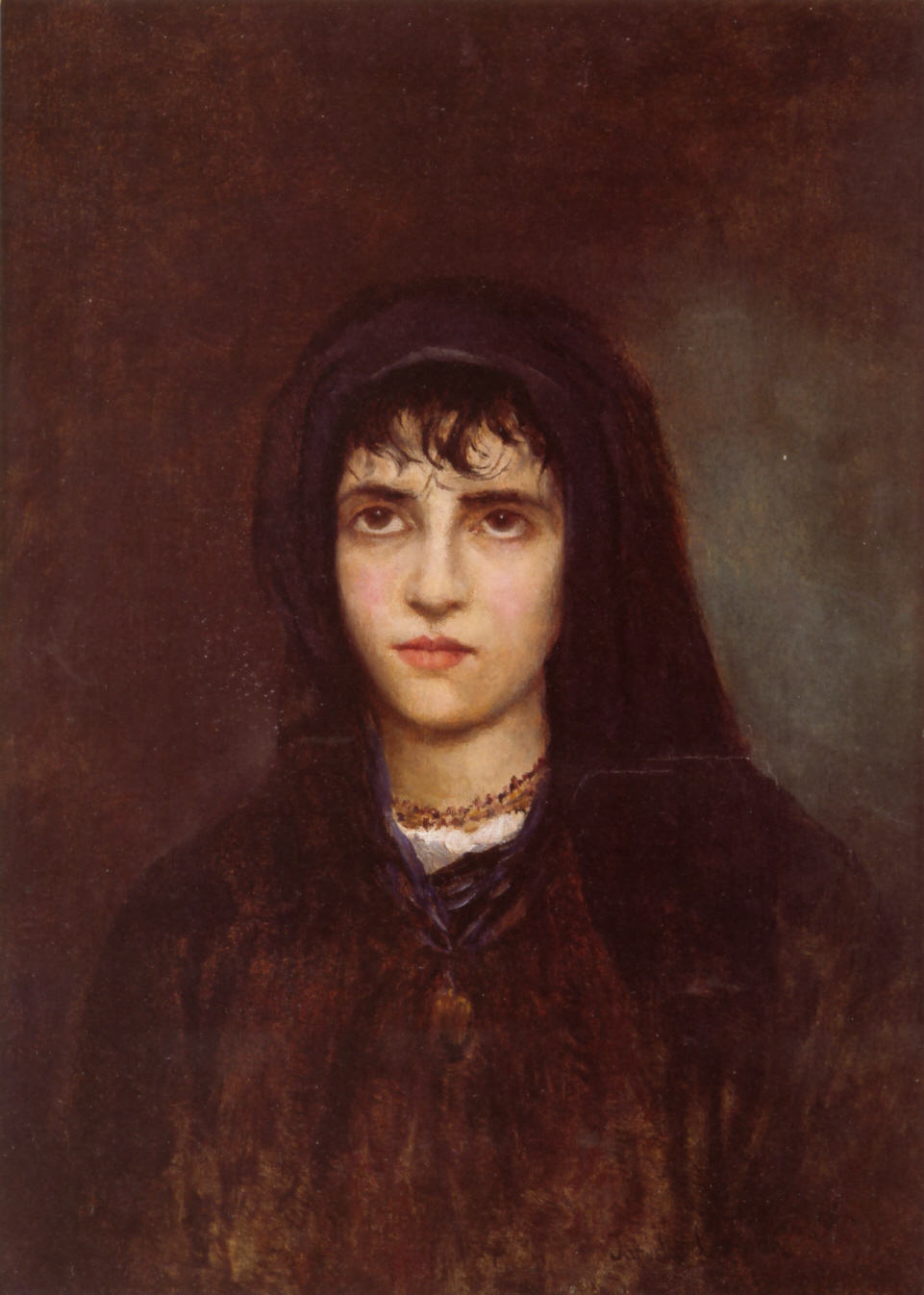
Jeune monténégrine (1865)
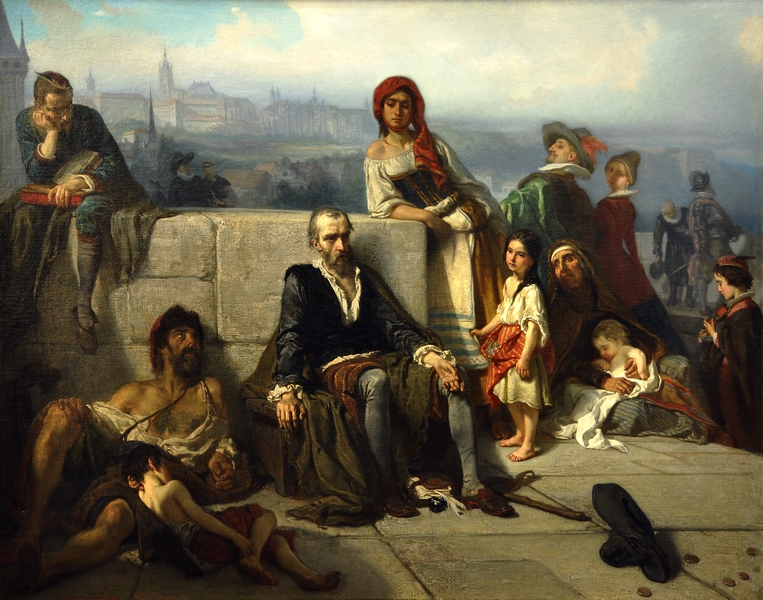
Vieillesse de Lomnicky z Budce (1853)